# Parakeratos

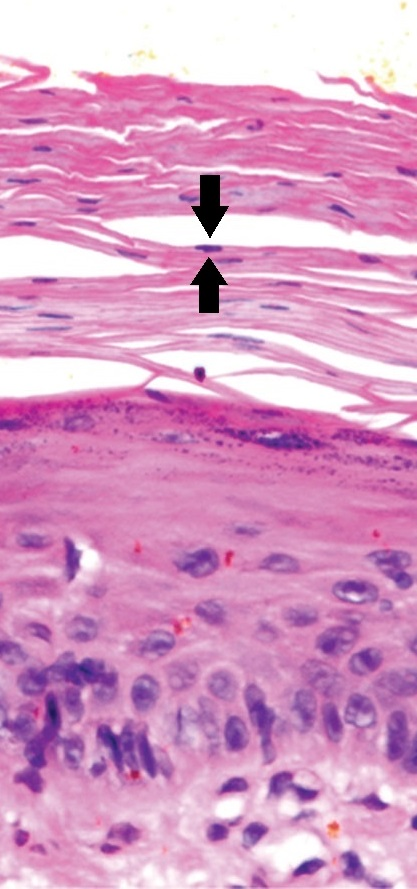
Mikroskopbild av hud, med celler som uppvisar parakeratos, det vill säga där cellkärnan finns kvar högt upp i huden. Se de svarta pilarna.

Parakeratos är ett histologiskt tecken som syns i keratinocytceller i huden, som innebär att de behåller sina cellkärnor när de når der översta hudlagret, hornlagret. Detta ses exempelvis vid psoriasis.
I slemhinnor, såsom i munhålans och i vaginans slemhinnor är detta normalt.